# Giovan Francesco Penni

Maagd met het blauwe diadeem van Rafaël en zijn leerling Penni.

Giovan Francesco Penni (Florence, 1488 - Napels, 1528) was een Italiaans schilder uit de hoogrenaissance die studeerde bij de schilder Rafaël Santi.
Penni werkte waarschijnlijk als secretaris onder Rafaël. In de Vite van Vasari wordt hij namelijk met zijn bijnaam il Fattore genoemd, dat zoveel betekent als de factureur. Tijdens zijn werk voor Rafael leerde hij de stijl van de kunstenaar imiteren en schilderde samen met hem en veelal onder zijn naam, fresco's in het Vaticaan. Na de dood van Rafaël werkt hij samen met de schilder Giulio Romano.
Hoewel Penni niet erg beroemd was, werd hij gewaardeerd om zijn stijl die Rafaël goed imiteerde. Naast de samenwerking met Rafaël werkte hij na diens dood ook met Raffaello dal Colle en tevens onder het patronage van de bankier Agostino Chigi. Verder was de Medicipaus Clemens VII een verzamelaar van zijn werk.
- Art Gallery of South Australia: 11794
- Biblioteca Nacional de España: XX975117
- Bibliothèque nationale de France: cb14957775t (data)
- Gemeinsame Normdatei: 124036465
- International Standard Name Identifier: 0000 0001 1850 6411
- KulturNav: 91023266-abdf-41fe-b25e-211ed29d84a4
- Library of Congress Control Number: nr2007001338
- National Gallery of Victoria: 5250
- RKD-Nederlands Instituut voor Kunstgeschiedenis: 62548
- Union List of Artist Names: 500021943
- Virtual International Authority File: 95816456
- WorldCat: E39PBJrWCC8y98bcpvcwgRRqcP